# Rhos-on-Sea
Rhos-on-Sea är en community i Storbritannien.   Den ligger i kommunen Conwy och riksdelen Wales, i den södra delen av landet, 300 km nordväst om huvudstaden London.
Rhos-on-Sea är en del av tätorten Colwyn Bay.